# Endrosa
Endrosa är ett släkte av fjärilar. Endrosa ingår i familjen björnspinnare.

## Dottertaxa tillEndrosa, i alfabetisk ordning[1]
- Endrosa abundata
- Endrosa alpestris
- Endrosa artericaeformis
- Endrosa atrophila
- Endrosa aurita
- Endrosa baltica
- Endrosa brunnea
- Endrosa catherinei
- Endrosa compluta
- Endrosa complutoides
- Endrosa fasciata
- Endrosa fuliginosa
- Endrosa fumosa
- Endrosa imbuta
- Endrosa intermedia
- Endrosa irrorella
- Endrosa kuhlweini
- Endrosa melanomos
- Endrosa modesta
- Endrosa mutans
- Endrosa obliterata
- Endrosa pallens
- Endrosa pallida
- Endrosa pseudoaurita
- Endrosa pseudoramosa
- Endrosa radiata
- Endrosa ramosa
- Endrosa roscida
- Endrosa roscidella
- Endrosa rubeni
- Endrosa sagittata
- Endrosa striata
- Endrosa subalpina
- Endrosa sulphurea
- Endrosa tecticola
- Endrosa teriolensis
- Endrosa transiens
- Endrosa tristis